# Lohnder Leinebrücke

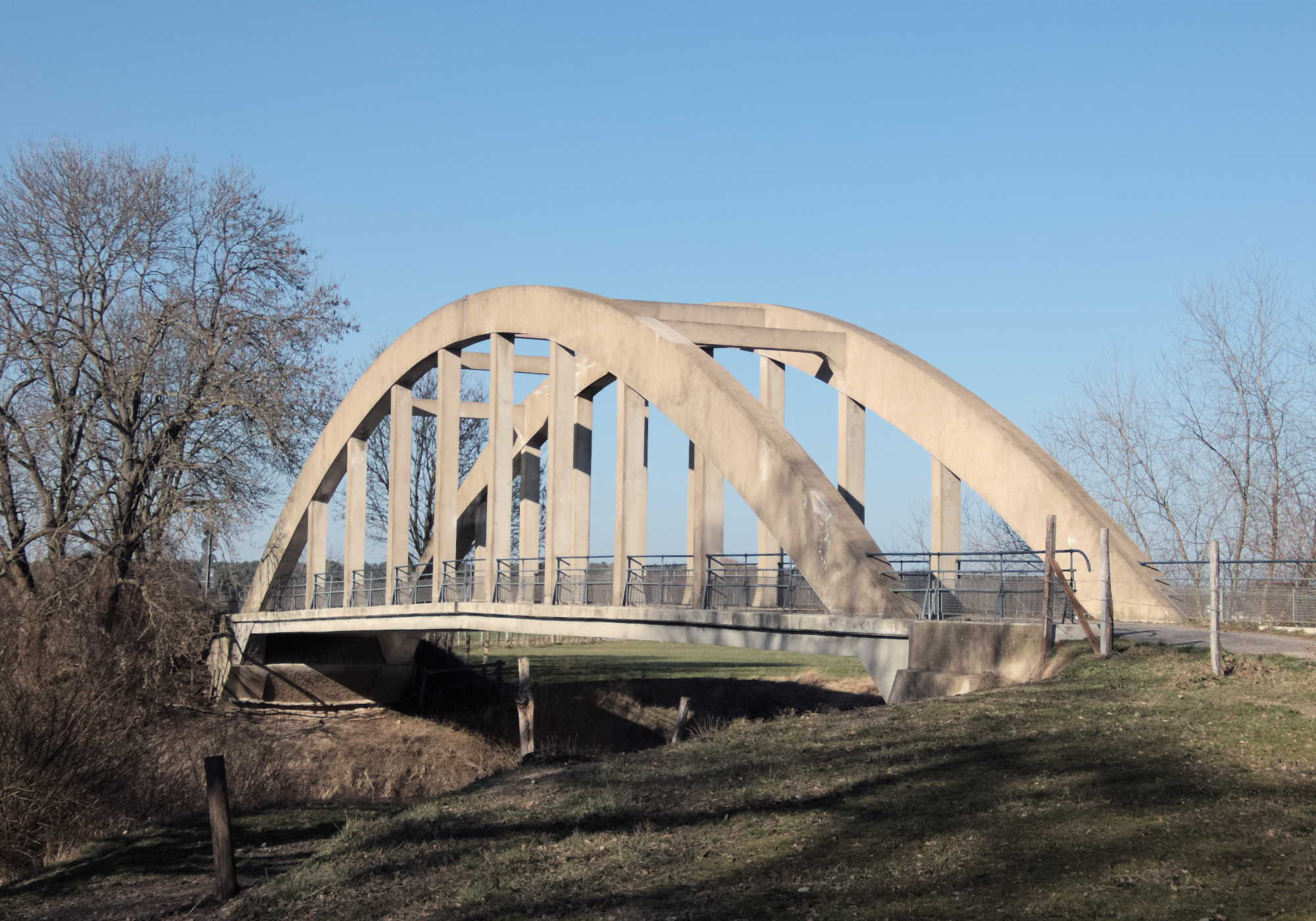
Die Brücke aus Richtung des alten Dorfkerns

Die bis in die 1980er Jahre offiziell Roßmannbrücke genannte Lohnder Leinebrücke im Ortsteil Lohnde der Stadt Seelze in Niedersachsen ist eine als Baudenkmal geschützte Brücke über die Leine.

## Geografie
Das Dorf Lohnde liegt etwa zwölf Kilometer westlich von Hannover südlich der hier Richtung Westen mäandernden Leine. Im Süden Lohndes entstanden mit dem Wachstum der nahen Großstadt die Bundesstraße, Eisenbahnstrecke und der Mittellandkanal mit dem Abzweig des Zweigkanal Linden sowie Wohnbebauung. Nördlich des alten Dorfkerns liegen der Fluss und jenseits landwirtschaftlich genutzte Flächen im Landschaftsschutzgebiet „Mittlere Leine“.

## Geschichte

### Vorgängerbrücke

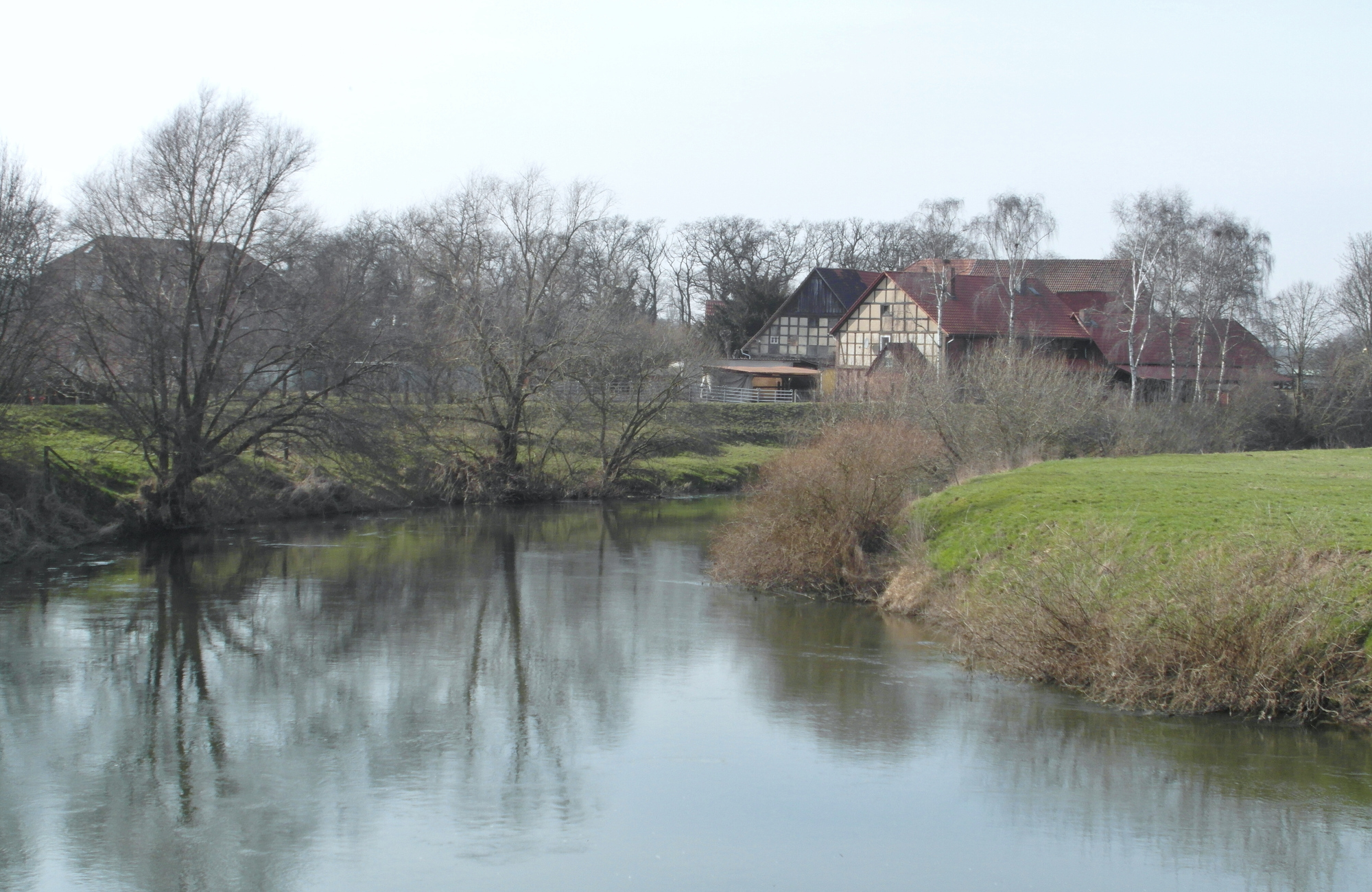
Blick von der Leinebrücke zum Lohnder Wall

Bereits vor dem Dreißigjährigen Krieg soll es eine Brücke über die Leine in der Nachbarschaft der in Lohnde gelegenen Zwangsmühle für das Amt Blumenau gegeben haben. Die nördlich des Dorfes im Bereich der heutigen Straße Am Wall gelegenen Mühle und Brücke wurden im Jahr 1625 nach dem Gefecht bei Seelze beim Rückzug der dänischen Truppen beschädigt. Bei der Schneeschmelze im Februar 1627 riss das Hochwasser der Leine die angeschlagene Brücke mit.

### Lohnder Fähre
Den Grundeigentümern der ersten 13 Lohnder Häuser wurde im Jahr 1698 der Betrieb einer Fähre über die Leine bei der Mündung des Lohnder Bachs genehmigt. Die Fähre nordöstlich des alten Dorfkerns erleichterte ihnen, ihre nördlich des Flusses gelegenen Ländereien zu erreichen und zu bewirtschaften. Das Übersetzen war nur für die Nutzung bei Pflug-, Saat- und Erntezeiten sowie den Transport des Viehs auf die Weide zugelassen. Im Jahr 1912 war das Fährboot alt und brüchig geworden und sollte ersetzt werden.

## Beschreibung

### Bau
Statt einer neuen Fähre ließ die Gemeinde Lohnde in den Jahren 1912 bis 1914 eine Brücke errichten. Kurz vor ihrer Fertigstellung stürzte die Brücke ein und musste auf Kosten der Baufirma ein zweites Mal errichtet werden.
Im Jahr 1914 erhielt die Brücke den Namen „Roßmannbrücke“ nach Reinhard Roßmann, dem bis 1920 amtierenden Landrat des Kreises Linden.

### Erhaltung
Die Brücke ist als Stahlbeton-Dreigelenkbogenbrücke ingenieurtechnisch interessant. Sie ist die letzte ihrer Bauart in Deutschland und steht als technisches Denkmal unter Schutz.
Eine grundlegende Brückensanierung erfolgte in den Jahren 1987 bis 1989. Dabei erhielt die Brücke unter anderem eine neue Spritzbetonschicht. Die Baumaßnahmen kosteten etwa 660.000 DM. Die Brücke war danach wieder für Lasten bis 16 t freigegeben.
Der Name „Roßmannbrücke“ hatte sich nie wirklich eingebürgert. Im Jahr 1990 erhielt die sanierte Brücke den neuen Namen „Lohnder Leinebrücke“.
Bei insgesamt 85.000 € kostenden neuen Sanierungsarbeiten im Jahr 2012 mussten mit Moosen und Flechten bewachsene Oberflächen gereinigt, Längsrisse im Ostbogen und hohle Stellen im Spritzbeton sowie der Korrosionsschutz an Bewehrung und Geländer ausgebessert werden.